# Bakkafjörður
Bakkafjörður is een klein vissersplaatsje met nog geen 80 inwoners in het noordoosten van IJsland in de regio Norðurland eystra. Bakkafjörður ligt aan de baai Bakkaflói tussen Þórshöfn en Vopnafjörður en behoort samen met Þórshöfn tot de gemeente Langanesbyggð. Iets buiten Bakkafjörður ligt het gehucht Skeggjastaðir waar het oudste kerkje van Oost-IJsland staat, men kan de sleutel afhalen in het huis ernaast.

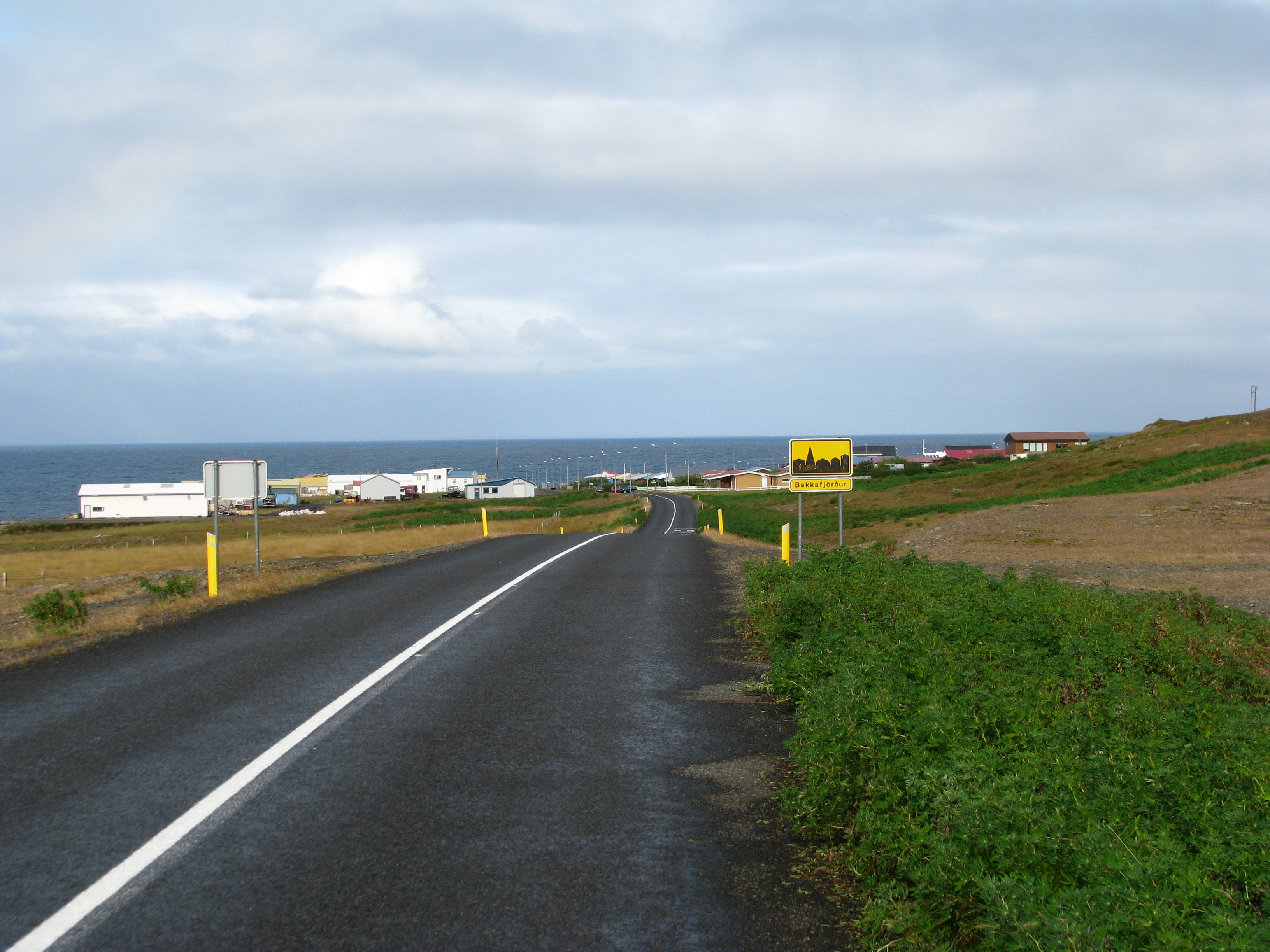
Het plaatsje Bakkafjörður.